# Neopanorpa lacunaris
Neopanorpa lacunaris is een insect uit de orde van de schorpioenvliegen (Mecoptera), familie van de schorpioenvliegen (Panorpidae). De wetenschappelijke naam van de soort is voor het eerst geldig gepubliceerd door Navás in 1930.
De soort komt voor in China.